# Lac de la Masse
Le lac de la Masse est un lac situé en France sur le territoire de Saint-Martin-de-Belleville, dans le département de la Savoie en région Auvergne-Rhône-Alpes.

## Géographie
Situé à proximité de la pointe de la Masse, il est la source du torrent du Lou qui s'écoule sur 4,3 km, lui-même grossi par les eaux du Grand lac de Montfiot et du Petit lac de Montfiot, avant de rejoindre le lac du Lou. Sa superficie est de 2 360 m2.